# مرتضى سعيد عبد الباقي الحديثي
مرتضى سعيد عبد الباقي البياتي الحديثي هو سياسي ودبلوماسي عراقي. من مواليد 1941 في مدينة حديثة في محافظة الأنبار غرب العراق.
له من الأخوة تركي وكردي ومخلف ونامق. أنهى دراسته الثانوية عام 1958 – 1959. أكمل الدراسة الاعدادية ودرس الرياضيات في المعهد العالي للفيزياء والرياضيات في بغداد لينال شهادة البكلوريوس في الرياضيات في العام 1963، ولينخرط في سلك التدريس حيث عمل مدرسا للرياضيات في مدينة الفلوجة.
كان مرتضى من الكوادر الأساسية في حزب البعث العربي الاشتراكي ولكن في الخطوط الثانية. استلم مرتضى الحديثي وزارة الاقتصاد، ثم شغل منصب وزير الخارجية للفترة من 30 تشرين الأول 1971 إلى 23 حزيران 1974، وترأس الوفد العراقي عام 1972 في المفاوضات مع شركات النفط التي انتهت بتأميم النفط.
أرسل سفيراً في أكثر من عاصمة واستدعي إلى مؤتمر السفراء في بغداد، الذي عرف بحادثة قاعة الخلد أو مجزرة الرفاق، ومنه اُقتيد إلى السجن محكوماً عليه بخمسة عشر عاماً في 5 آب 1979، قتل في السجن ثم سلمت جثته في عام 1980 ملفوفة بقماش. 
كان أخوه كردي سعيد عبد الباقي ممن اغتيل أيضا في السجن بعد هذه الحادثة.